# Liste der Baudenkmale in Warberg
In der Liste der Baudenkmale in Warberg sind die Baudenkmale der niedersächsischen Gemeinde Warberg und ihrer Ortsteile aufgelistet. Der Stand der Liste ist der 19. Dezember 2022. Die Quelle der  Baudenkmale ist der Denkmalatlas Niedersachsen.

## Allgemein
In den Spalten befinden sich folgende Informationen:
- Lage: die Adresse des Baudenkmales und die geographischen Koordinaten. Kartenansicht, um Koordinaten zu setzen. In der Kartenansicht sind Baudenkmale ohne Koordinaten mit einem roten Marker dargestellt und können in der Karte gesetzt werden. Baudenkmale ohne Bild sind mit einem blauen Marker gekennzeichnet, Baudenkmale mit Bild mit einem grünen Marker.
- Bezeichnung: Bezeichnung des Baudenkmales
- Beschreibung: die Beschreibung des Baudenkmales. Unter § 3 Abs. 2 NDSchG werden Einzeldenkmale und unter § 3 Abs. 3 NDSchG Gruppen baulicher Anlagen und deren Bestandteile ausgewiesen.
- ID: die Objekt-ID des Baudenkmales
- Bild: ein Bild des Baudenkmales, ggf. zusätzlich mit einem Link zu weiteren Fotos des Baudenkmals im Medienarchiv Wikimedia Commons. Wenn man auf das Kamerasymbol klickt, können Fotos zu Baudenkmalen aus dieser Liste hochgeladen werden:

## Gruppe:Burg / Domäne Warberg
Die Gruppe hat die ID: 32631786.

| Lage                                                 | Bezeichnung                  | Beschreibung | ID       | Bild           |
| ---------------------------------------------------- | ---------------------------- | --- | -------- | -------------- |
| An der Burg 52° 11′ 1″ N, 10° 55′ 0″ O               | Neue Burg                    | Die Burg Warberg ist eine ehemalige, von Graben umgebene Wasserburg. Sie ist unterteilt in eine südwestliche Ober- und eine nordöstliche Unterburg. Den ältesten Baubestand bildet ein ca. 19 m hoher Bergfried aus dem frühen 13. Jahrhundert in geschlämmten Kalkbruchsteinmauerwerk auf quadratischen Grundriss, mit profilierten Rundfenstern und schiefergedecktem Walmdach. Den Turm umschließt ein eingeschossiges herrschaftliches Gebäude mit Renaissanceportal der zweiten Hälfte des 16. Jahrhunderts sowie bauzeitlichen zum Teil profilierten und in schräger Rautenform gestalteten Fenstern. | 32631786 | Weitere Bilder |
| An der Burg 1 52° 10′ 59″ N, 10° 55′ 4″ O            | Wirtschaftsgebäude           | Traufständiges Gebäude in Fachwerkbauweise auf Kalkstein-Bruchsteinsockel unter Halbwalmdach in Ziegelpfannendeckung. Fachwerkgefüge mit geschosshohen Streben sowie verputzter Ausfachung, östlich hohes Wirtschaftstor unter erhöhter Dachabschleppung. | 32683310 | BW             |
| An der Burg 1 52° 10′ 59″ N, 10° 55′ 5″ O            | Wirtschaftsgebäude           | Wirtschaftsgebäude unter Halbwalmdach in Ziegelpfannendeckung. EG massiv in Ziegelmauerwerk mit achsenmittiger Toreinfahrt, OG in Fachwerk mit Ladeluken, hofseitig erhöhte Dachabschleppung auf Konsolen. | 32683327 | BW             |
| An der Burg 1 52° 10′ 58″ N, 10° 55′ 6″ O            | Wohn-/ Wirtschaftsgebäude    | Wohnhaus mit Scheunenanbau als Massivbauten aus Kalksteinquadermauerwerk unter Halbwalm/Satteldächern in Ziegelpfannendeckung. Wohnhaus zweigeschossig mit Eingangsvorbau in Fachwerk, Scheune mit großen hofseitigen Wirtschaftstoren, Drempelgeschoss in Fachwerk mit zwei symmetrisch angeordneten Ladeerkern. | 32682876 | BW             |
| An der Burg 2 52° 11′ 2″ N, 10° 55′ 3″ O             | Scheune                      | Langgestreckter Kalkstein-Quadermauerwerksbau unter Halbwalmdach in Ziegelpfannendeckung mit Aufschieblingen. Südliche Giebelseite mit mittiger Tordurchfahrt unter Segmentbogen, zur Hofseite Remisenvordach. Fenster mit Segmentbogenstürzen und massiven Werksteinfensterbänken. | 32683378 | BW             |
| An der Burg 2 52° 11′ 3″ N, 10° 55′ 5″ O             | Stall                        | Langgestreckter, eingeschossiger massiver Stallflügel der ehemaligen Schäferei in Kalkstein-Quadermauerwerk unter Satteldach in Ziegelpfannendeckung. Hofseitig zahlreiche Wirtschaftsöffnungen, überwiegend mit Segmentbogenstürzen in Ziegelsetzung, sowie Ladeerker unter Satteldächern. | 32682648 | BW             |
| An der Burg 2 52° 11′ 4″ N, 10° 55′ 3″ O             | Scheune                      | | 32682682 | BW             |
| An der Burg 2 52° 11′ 2″ N, 10° 55′ 4″ O             | Silo                         | | 32682716 | BW             |
| An der Burg 2 52° 11′ 1″ N, 10° 55′ 5″ O             | Wohnhaus der ehem. Schäferei | Eingeschossiges Wohnhaus auf Kalksteinquader-Kellersockel unter Halbwalmdach in Ziegelpfannendeckung mit Aufschieblingen. Nördliche Traufseite mit Fachwerk-Eingangsrisalit hinter zweiläufiger Freitreppe mit Hochpodest mit Zwerchhaus unter Satteldach. EG bis auf Eingang massiv und verputzt, Fenster mit Klappläden, OG in Fachwerk über profiliertem Gebälk. | 32682893 | BW             |
| An der Burg 5 52° 10′ 58″ N, 10° 55′ 2″ O            | Scheune Schweinehof          | Massivbau aus Kalksteinmauerwerk mit Eckquaderung unter Schopfwalmdach in Ziegelpfannendeckung. Hofseitig Remisendach unter erhöhter Abschleppung, Westgiebel mit teils zugesetzten Korbbögen. Im Kern wohl 18. Jh. mit späteren Erweiterungen. | 32682750 | BW             |
| An der Burg 5 52° 10′ 57″ N, 10° 55′ 0″ O            | Stallscheune Schweinehof     | Kalksteinmauerwerk unter Satteldach in Ziegelpfannendeckung. Hofseitige Wirtschaftsöffnungen, Oberlichter mit Segmentbögen, nordwestlich Lüftungsgaube sowie nach Südosten hin verteilte Ladeerker. | 32682769 | BW             |
| An der Burg 5 52° 10′ 57″ N, 10° 55′ 2″ O            | Wohnhaus Schweinehof         | Zweigeschossiger, traufständiger Massivbau aus Kalkstein-Mauerwerk unter Satteldach. Achsenmittiger nördlicher Zugang über Windfang mit Walmdach, Segmentbogenfenster mit Ziegelstürzen. | 32682927 | BW             |
| An der Burg 6 52° 10′ 57″ N, 10° 55′ 5″ O            | Wohn-/ Wirtschaftsgebäude    | Eingeschossiger Massivbau aus Kalkstein-Bruchsteinmauerwerk unter Satteldach. Nördliche Traufseite mit Wirtschaftstoren sowie Fachwerk-Ladeerkern, westliches Gebäudeviertel Wohnteil. Im Kern wohl 18. Jh. mit späteren Umbauten. | 32682950 | BW             |
| Johanniterstraße 15 a / b 52° 11′ 2″ N, 10° 55′ 6″ O | Wohnhaus                     | | 32683139 | BW             |
| Johanniterstraße 16 a / b 52° 11′ 1″ N, 10° 55′ 7″ O | Wohnhaus                     | | 32683156 | BW             |

## Gruppe: Kirchhof Warberg
Die Gruppe hat die ID: 32631772. Ortsbildwirksamer historischer Ortskern mit Pfarrkirche des 14.–18. Jh., dem Gelände des Kirchhofs sowie dem östlich angrenzendem Pfarrhaus.

| Lage                                      | Bezeichnung        | Beschreibung | ID       | Bild           |
| ----------------------------------------- | ------------------ | --- | -------- | -------------- |
| Am Kirchberg 52° 10′ 57″ N, 10° 55′ 9″ O  | St. Georg - Kirche | | 32682788 | Weitere Bilder |
| Am Kirchberg 52° 10′ 56″ N, 10° 55′ 9″ O  | Kirchhof           | Kirchhof als Grünfläche in Form einer Anhöhung mit zentral platzierter Kirche, auf dem Gelände Baumbestand sowie Gefallenendenkmal für den Ersten und Zweiten Weltkrieg. | 32682805 | BW             |
| Am Kirchberg 52° 10′ 57″ N, 10° 55′ 10″ O | Pfarrhaus          | Zweigeschossiges, breitgelagertes Pfarrhaus auf niveauausgleichendem Kellersockel unter Walmdach in Ziegelpfannendeckung. Erdgeschoss massiv und verputzt, achsenmittiger Hauptzugang hinter Freitreppe, Fenster in profilierter Einfassung. OG in Fachwerk mit zweifeldigen Streben, doppelter Verriegelung und verputzter Ausfachung. EG nachträglich massiv ersetzt. | 32682822 | BW             |

## Gruppe: Steinweg 1 & 2
Die Gruppe hat die ID: 32631832. Gruppe zweier schlichter Fachwerkwohnhäuser der Mitte des 19. Jh.

| Lage                                    | Bezeichnung | Beschreibung | ID       | Bild |
| --------------------------------------- | ----------- | --- | -------- | ---- |
| Steinweg 1 52° 10′ 57″ N, 10° 55′ 9″ O  | Wohnhaus    | Zweigeschossiges, traufständiges Fachwerkhaus auf Kalksteinsockel unter Satteldach in Ziegelpfannendeckung mit Aufschieblingen. Südlich achsenmittiger Zugang, symmetrisches Fachwerkgefüge mit zweifeldigen Streben sowie Ziegelsichtausfachung, Fenster im EG mit Klappläden. Östliche Giebelseite in Biberschwanzbehang. | 32683260 | BW   |
| Steinweg 2 52° 10′ 51″ N, 10° 55′ 10″ O | Wohnhaus    | Zweigeschossiges, traufständiges Fachwerk-Wohnhaus auf Kalksteinsockel unter Halbwalmdach in Ziegelpfannendeckung. Südlicher achsenmittiger Zugang, symmetrisches Fachwerkgefüge mit zweifeldigen Streben und verputzten Ausfachung.                                                                                        | 32683277 | BW   |

## Einzelbaudenkmale
| Lage                                        | Bezeichnung | Beschreibung | ID       | Bild |
| ------------------------------------------- | ----------- | --- | -------- | ---- |
| Am Kirchberg 5 52° 10′ 56″ N, 10° 55′ 6″ O  | Gaststätte  | Zweigeschossiger, traufständiger Fachwerkbau auf Kalksteinsockel unter Halbwalmdach in Ziegelpfannendeckung. Achsenmittiger nördlicher Zugang, symmetrisches Fachwerkgefüge mit geschosshohen Streben und unten zweifacher, im OG einfacher Verriegelung, Ausfachung in Ziegelsichtsetzung. | 32682856 | BW   |
| Driftweg 2 52° 10′ 47″ N, 10° 55′ 17″ O     | Wohnhaus    | Zweigeschossiger, traufständiger Fachwerkbau auf Kalksteinsockel unter Halbwalmdach in Ziegelpfannendeckung. Symmetrisches Fachwerkgefüge mit zweifeldigen Streben sowie einfacher Verriegelung, hofseitig achsenmittiger Zugang. Westlich ehemaliger Wirtschaftsteil in Ständerbauweise mit teils gebogenen Streben, heute in Wohnnutzung. Westgiebel vollständig in Falzziegelbehang. | 32682983 | BW   |
| Hauptstraße 13 52° 10′ 45″ N, 10° 55′ 16″ O | Wohnhaus    | Zweigeschossiger, traufständiger Fachwerkbau auf Kalksteinsockel unter Halbwalmdach in Ziegelpfannendeckung. Achsenmittiger Zugang mit gründerzeitlicher Tür mit Einfassung, symmetrisches Fachwerkgefüge mit zweifeldigen Streben und verputzter Ausfachung. Westliche Giebelseite in Krempziegelbehang. | 32683070 | BW   |
| Hauptstraße 13 52° 10′ 44″ N, 10° 55′ 17″ O | Remise      | Winkelförmiger Fachwerkbau auf Kalksteinsockel unter Satteldach in Ziegelpfannendeckung. Hofseitige Wirtschaftsöffnungen sowie Inschrift „ANNO 1804“. | 32683395 | BW   |
| Hauptstraße 19 52° 10′ 51″ N, 10° 55′ 15″ O | Gaststätte  | Zweiflügelige Gaststätte auf winkelförmigen Grundriss. Nordflügel als Fachwerkbau auf Kalkstein-Kellersockel unter Halbwalmdach in Krempziegeldeckung mit Aufschieblingen, östliche Gebäudehälfte mit höheren Dachfirst. Symmetrisches Fachwerkgefüge mit geschlämmter Ziegelsichtausfachung. Westliche Gebäudehälfte vollständig in Zementfaserbehang. Südlicher Saalanbau massiv in Ziegelmauerwerk auf niveauausgleichendem Kellersockel unter Halbwalmdach, Fassadengliederung durch große Segmentbogenfenster mit eingetieften Brüstungsfeldern sowie Lisenen und Konsolfriesen. | 32683087 | BW   |
| Rhoderstraße 3 52° 10′ 56″ N, 10° 55′ 19″ O | Wohnhaus    | | 32683190 | BW   |